# 海聯雨燕號貨櫃船
海聯雨燕號（日语：ワン・アパス）是日本海洋聯合為海洋網聯船務建造的一艘貨櫃船，日郵鳥級貨櫃船的十四號船。

## 歷史

### 建造
2015年12月7日，海聯雨燕號在日本海洋聯合吳造船所正式開始建造。2018年11月30日下水，並於2019年4月12日正式服役，長度為364米，寬45.5米，吃水15.786米，設計航速達22.5節，最高能裝載14,052個20呎標準貨櫃。
海聯雨燕號先是部署於THE聯盟的EC4 (North America Coast Loop 4) 航線，隨後在2020年3月調住FE5 (Far East-Europe Loop5) 航線，在服務不到3個月後調住FP2 (Far East Pacific Pendulum 2) 航線。